# Gesellschaft für Geschichte des Brauwesens
Pour les articles homonymes, voir GGB.
 (avril 2021).
Si vous disposez d'ouvrages ou d'articles de référence ou si vous connaissez des sites web de qualité traitant du thème abordé ici, merci de compléter l'article en donnant les références utiles à sa vérifiabilité et en les liant à la section « Notes et références ».
Le Gesellschaft für Geschichte des Brauwesens (GGB) est une Association à but non lucratif pour le soutien, la recherche, et la documentation de l'histoire des techniques de brassage. Le GGB est situé à Berlin-Wedding, sur Seestrasse.

## L'histoire
La société a été créée en 1913, sous le nom Gesellschaft für die Geschichte und Bibliographie des Brauwesens (Société d'Histoire et de Biblioghraphie du Brassage). En 2006, la société comporte 300 membres, institutions, compagnies et individus confondus. La société est un membre affilié à la Brewery History Society.

## La bibliothèque

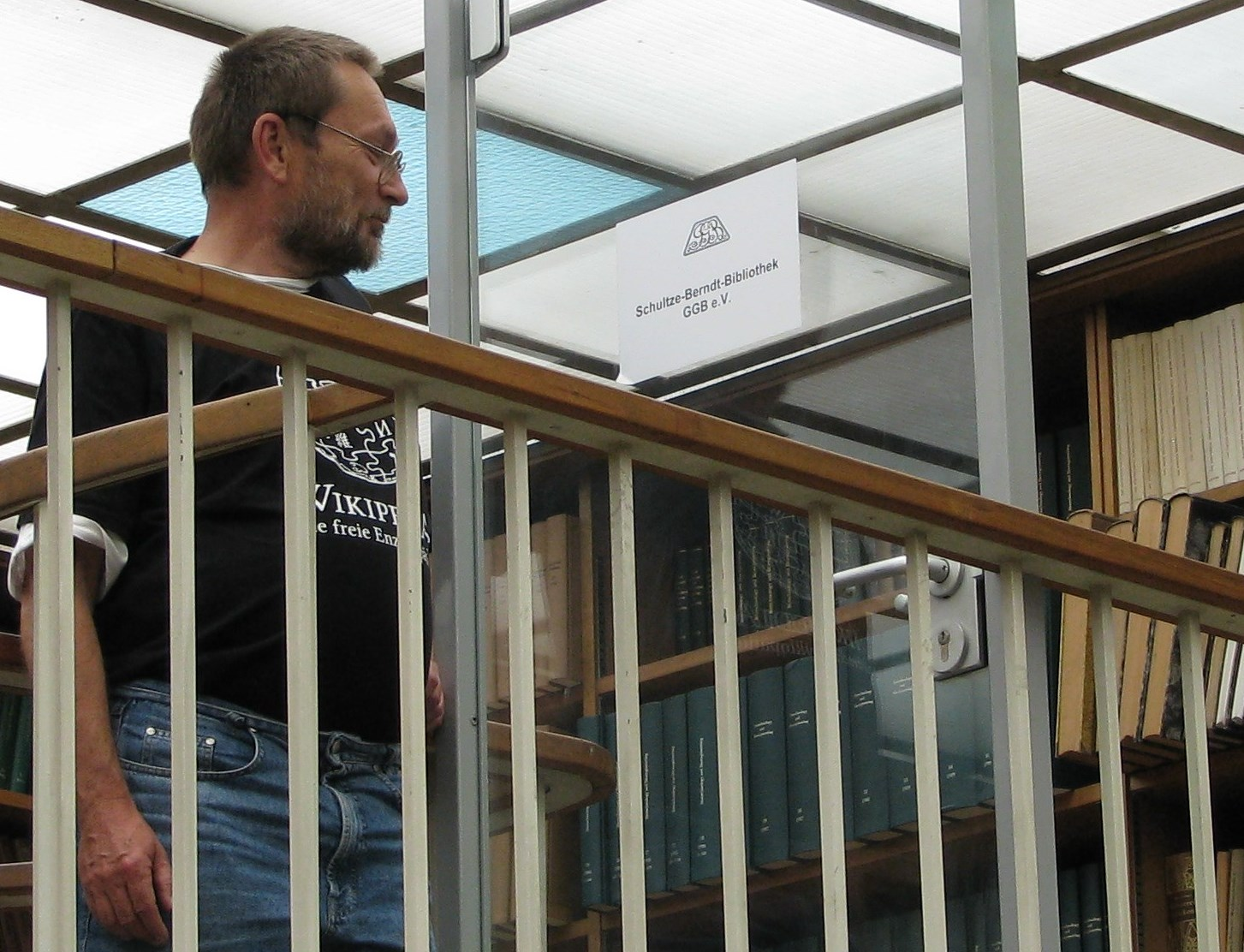
Ancienne entrée de la Schultze-Berndt-Bibliothek

La bibliothèque GGB partage les locaux de la bibliothèque Schultze-Berndt-Bibliothek, dans le bâtiment principal du VLB Berlin.

## Publications
Chaque année, le GGB e.V. publie ses annales regroupant des articles sur la recherche ainsi que les activités de la société.